# Parque da Mooca
Parque da Mooca é um bairro no distrito da Mooca na cidade de São Paulo administrado pela Subprefeitura da Mooca. No bairro está localizado a sede social do tradicional clube paulistano, o Clube Atlético Juventus. e o shopping center Mooca Plaza Shopping.

## História
Antes da chegada dos colonizadores, a região era habitada por povos indígenas, especialmente os Tupi-Guarani. Com a colonização, essas terras começaram a ser exploradas e, no século XIX, com a inauguração da ferrovia Santos-Jundiaí em 1867, a Mooca começou a se desenvolver como um polo industrial atraindo muitos trabalhadores.
O início do século XX foi marcado por um processo de urbanização intenso, com a construção de residências para os trabalhadores das fábricas. A Mooca tornou-se um bairro operário, com uma forte identidade ligada às suas indústrias. A chegada de imigrantes, principalmente italianos, no final do século XIX e início do século XX, trouxe um impacto significativo. Os italianos foram fundamentais para a construção social e cultural do bairro, introduzindo tradições, culinária e festividades que ainda hoje são características marcantes da Mooca.
Um dos ícones do bairro é o Clube Atlético Juventus, fundado em 1924. Conhecido como "Moleque Travesso", o clube é um símbolo de orgulho para a Mooca, representando não apenas a paixão pelo futebol, mas também a resiliência e o espírito comunitário de seus moradores. O Estádio Conde Rodolfo Crespi, ou "Rua Javari", é um ponto de encontro e celebração para os torcedores e a comunidade local.
O desenvolvimento moderno do bairro é exemplificado pelo Mooca Plaza Shopping, inaugurado em 2011. O shopping combina a modernidade com a tradição local, oferecendo uma variedade de lojas, restaurantes e opções de entretenimento, tornando-se um ponto de encontro popular que mantém a essência acolhedora da Mooca.

## Atualidade
Hoje, o bairro conta com áreas de importância histórica e cultural, como igrejas e praças que mantêm viva a memória de seus primeiros habitantes. O Hipódromo é um microcosmo da história de São Paulo, um símbolo de resiliência e diversidade que espelha a complexa tapeçaria cultural e social da metrópole. Destaca-se a sua quantidade de enormes praças e/ou parques públicos, além de ruas com ligeira arborização; Atualmente encontra-se em processo de verticalização, com diversos lançamentos de alto-padrão destinados a classe alta. O bairro ainda conta com excelente vida noturna com suas tradicionais pizzarias e bares. Está localizado em toda extensão sul do distrito da Mooca, junto ao bairro vizinho de Vila Prudente. Muitas ruas do bairro possuem batismo indígena, tais como Rua Chamantá, Tacomaré, Ibipetuba e Jumana.